# 18 mai
Pour les articles homonymes, voir Dix-Huit-Mai.
18 avril 18 juin
Chronologies thématiques
- Croisades
- Ferroviaires
- Sports
- Disney
- Anarchisme
- Catholicisme

Abréviations / Voir aussi
- (° 1852) = né en 1852
- († 1885) = mort en 1885
- a.s. = calendrier julien
- n.s. = calendrier grégorien
- Calendrier
- Calendrier perpétuel
- Liste de calendriers
- Naissances du jour

Le 18 mai est le 138e jour, moins souvent le 139e, de l'année du calendrier grégorien ; il en reste ensuite 227.
Son équivalent était généralement le 29 floréal du calendrier républicain ou révolutionnaire français, officiellement dénommé jour du sénevé (dont grain(e) à la base de la moutarde blanche).

## Événements

### IXesiècle
- 872 : Louis II le Jeune est couronné empereur d'Occident pour la 2e fois.

### XIesiècle
- 1096 : début du massacre des Juifs de Worms lors de la première croisade.

### XIIesiècle
- 1152 : mariage de Henri II, futur roi d'Angleterre, avec Aliénor d'Aquitaine.

### XIIIesiècle
- 1268 : prise de la principauté d'Antioche par les Mamelouks.
- 1291 : prise de Saint-Jean-d'Acre par les Mamelouks d'Égypte.

### XIVesiècle
- 1302 : matines de Bruges.

### XVesiècle
- 1429 : couronnement à Pampelune des souverains de Navarre Blanche Ire et son époux Jean II.

### XVIesiècle
- 1514 : mariage du futur roi de France François Ier avec Claude de France, fille du roi Louis XII, à Saint-Germain-en-Laye.
- 1565 : début du grand Siège de Malte.

### XVIIesiècle
- 1643 : Anne d'Autriche devient régente de France, quatre jours après le décès de son royal époux Louis XIII, son successeur leur fils Louis XIV n'ayant alors que 5 ans.

### XVIIIesiècle
- 1792 : l'empire russe déclare la guerre à la république des Deux Nations. Les armées russes entrent en Pologne le même jour.
- 1794 : bataille de Tourcoing, pendant la première coalition.

### XIXesiècle
- 1804 : Constitution de l'an XII, en France.
- 1811 : en Uruguay, bataille de Las Piedras.
- 1815 : bataille des Échaubrognes, pendant la guerre de Vendée.
- 1869 : fin de la guerre de Boshin, et dissolution de la république d'Ezo.

### XXesiècle
- 1951 : résolution no 93, du Conseil de sécurité des Nations unies, sur la question de la Palestine.
- 1955 : fin de l'opération Passage to Freedom.
- 1972 : entrée en vigueur du traité de désarmement sur le fond des mers et des océans.
- 1978 : la Légion étrangère saute sur Kolwezi.
- 1980 :
  - éruption du mont Saint Helens, dans l'État de Washington, aux États-Unis d'Amérique.
  - Soulèvement de Kwangju.
- 1991 : le Somaliland proclame son indépendance, qui n'est pas reconnue par la communauté internationale.

### XXIesiècle
- 2012 : résolution no 2048, du Conseil de sécurité des Nations unies, sur la situation en Guinée-Bissau.
- 2019 : des élections fédérales ont lieu en Australie afin de renouveler l'intégralité des 151 sièges de la Chambre des représentants et 40 des 76 sièges du Sénat ; et c'est la coalition de centre droit du Premier ministre Scott Morrison qui remporte une victoire inattendue[1].

- 2025 :
  - au Portugal, courte victoire de la coalition de droite sortante lors des élections législatives anticipées[2].
  - en Pologne, le pro-européen Rafał Trzaskowski et le nationaliste Karol Nawrocki se qualifient pour le second tour de l'élection présidentielle[3].
  - en Roumanie, le candidat pro-européen Nicușor Dan (photo) remporte l'élection présidentielle[4].

## Arts, culture et religion
- 1890 : la Belle Caroline Otero débute au Cirque d'Été de Paris.
- 1897 : première de L'Apprenti sorcier de Paul Dukas.
- 2019 : 64e édition du concours Eurovision de la chanson à Tel Aviv (Israël), à l'issue de laquelle le Néerlandais Duncan Laurence gagne avec la chanson Arcade.
- 2025 : au Vatican, sur la place Saint-Pierre, messe de l'inauguration du pontificat du pape Léon XIV[5].

## Sciences et techniques
- 1990 : le TGV 140 bat un record de vitesse ferroviaire en atteignant 515,3 km/h.

## Économie et société
- 1803 : création du drapeau de Haïti.
- 1927 : attentat de la Bath Consolidated School aux États-Unis d'Amérique.
- 1928 : inauguration porte d'Auteuil à Paris du complexe sportif de Roland-Garros entièrement destiné au tennis et d'abord à la finale de coupe Davis, mais par des tenniswomen[6].
- 2012 : introduction de la société Facebook à la bourse de New-York.
- 2014 : la dépression à l’origine des inondations des jours précédents en Europe du Sud-est s’éloigne et s’affaiblit en laissant plus de cinquante victimes dans son sillage.
- 2018 : 
  - écrasement d'un Boeing 737 de la compagnie Cubana qui devait relier La Havane à Holguín (Cuba) peu après son décollage, causant la mort de ses 104 passagers et 6 membres d'équipage[7].
  - Une fusillade dans un lycée de Santa Fe au Texas (États-Unis d'Amérique) tue dix personnes.

## Naissances

### XIesiècle
- Date incertaine en 1048 (18 juin ?) : Omar Khayyam, savant perse († 1131, le 4 décembre ?).

### XIIesiècle
- 1185 : Constantin Vladimirski, prince de Vladimir († 2 février 1218).

### XVesiècle
- 1450 : Pier Soderini, homme politique et diplomate florentin († 13 juin 1522).
- 1474 : Isabelle d'Este, noble italienne († 13 février 1539).

### XVIIesiècle
- 1610 : Stefano Della Bella, graveur aquafortiste italien († 12 juillet 1664).
- 1616 : Johann Jakob Froberger, compositeur allemand († 7 mai 1667).
- 1692 : Joseph Butler, évêque, philosophe et théologien anglais († 16 juin 1752).

### XVIIIesiècle
- 1711 : Roger Joseph Boscovich, physicien, astronome et mathématicien croate († 13 février 1787).
- 1731 : José Camarón Boronat, peintre, dessinateur et graveur espagnol († 14 juin 1803).
- 1742 : Félix de Azara, militaire, ingénieur, naturaliste espagnol († 20 octobre 1821).
- 1777 : John George Children, chimiste, minéralogiste et zoologiste anglais († 1er janvier 1852).
- 1778 : Charles Vane, 3e marquis de Londonderry, soldat et diplomate irlandais, ambassadeur du Royaume-Uni en Autriche († 6 mars 1854).
- 1779 :
  - Gustave de Galard, peintre français († 7 mai 1841).
  - Félix Louis L'Herminier, pharmacien et naturaliste français († 25 octobre 1833).
- 1785 : John Wilson, auteur et critique littéraire écossais († 3 avril 1854).
- 1788 : Hugh Clapperton, explorateur britannique († 13 avril 1827).
- 1791 : Johann August Friedrich Breithaupt, minéralogiste allemand († 22 septembre 1873).
- 1797 : Frédéric-Auguste II, troisième roi de Saxe, fils de Maximilien de Saxe, frère de Frédéric-Auguste Ier et de Caroline de Bourbon-Parme († 9 août 1854).

### XIXesiècle
- 1808 : Venancio Flores, militaire et homme politique uruguayen, président de la République uruguayenne de 1853 à 1855 puis de 1865 à 1868 († 19 février 1868).
- 1812 : Adolph Eduard Grube, zoologiste polonais († 23 juin 1880).
- 1817 : Joaquín José Cervino (es), écrivain et érudit espagnol († 21 décembre 1883).
- 1822 : Mathew Brady, photographe et journaliste américain († 15 janvier 1896).
- 1835 : Charles N. Sims (en), prêtre méthodiste américain, 3e chancelier de l'université de Syracuse († 27 mars 1908).
- 1842 : Alix Payen, communarde et ambulancière communarde française, (†24 décembre 1903).
- 1850 : Oliver Heaviside, physicien, ingénieur et mathématicien anglais († 3 février 1925).
- 1851 : James Budd, avocat et homme politique américain, 19e gouverneur de Californie († 30 juillet 1908).
- 1852 : Gertrude Käsebier, photographe américaine († 13 octobre 1934).
- 1854 : Bernard Zweers, compositeur, musicien, chef de chœur et chef d'orchestre néerlandais († 9 décembre 1924).
- 1855 : Francis Bellamy, ministre socialiste, pasteur protestant et auteur américain († 28 août 1931).
- 1862 : Josephus Daniels, éditeur, juriste et homme politique américain, 41e secrétaire de la Marine américaine († 5 janvier 1948).
- 1867 : Minakata Kumagusu, écrivain polyglotte, ethnologue et naturaliste japonais (+ 29 décembre 1941).
- 1868 : Nicolas II, dernier tsar de Russie († 17 juillet 1918).
- 1871 : Denis Horgan, athlète irlandais († 2 juin 1922).
- 1872 : Bertrand Russell, mathématicien, philosophe et moraliste britannique, prix Nobel de littérature 1950 († 2 février 1970).
- 1873 : Lucy Beaumont, actrice anglo-américaine († 24 avril 1937).
- 1874 : Jérôme Tharaud, écrivain  et académicien français († 23 janvier 1953).
- 1876 : Hermann Müller, journaliste et homme politique allemand, deux fois élu chancelier de la république de Weimar († 20 mars 1931).
- 1883 : 
  - Olga Capri, actrice italienne († 18 décembre 1961).
  - Eurico Gaspar Dutra, maréchal et homme politique brésilien, 16e président de la république du Brésil de 1946 à 1951 († 11 juin 1974).
  - Walter Gropius, architecte germano-américain, fondateur du Bauhaus, concepteur du John F. Kennedy Federal Building à Boston († 5 juillet 1969).
- 1887 : Jeanie Macpherson, actrice et scénariste américaine († 26 août 1946).
- 1889 : Thomas Midgley Jr., chimiste et ingénieur américain († 2 novembre 1944).
- 1891 : Rudolf Carnap, philosophe germano-américain († 14 septembre 1970).
- 1892 :
  - Emilio Esteban Infantes, militaire espagnol († 5 septembre 1960).
  - Ezio Pinza, chanteur lyrique d’origine italienne († 9 mai 1957).
- 1895 : Augusto Sandino, chef rebelle nicaraguayen († 21 février 1934).
- 1896 : Eric Backman, athlète suédois († 29 juin 1965).
- 1897 : Frank Capra, cinéaste américain († 3 septembre 1991).
- 1898 : Faruk Nafiz Çamlıbel (tr), poète, auteur et dramaturge turc († 8 novembre 1973).

### XXesiècle
- 1901 :
  - Henri Sauguet, compositeur français académicien ès beaux-arts († 22 juin 1989).
  - Vincent du Vigneaud, biochimiste franco-américain († 11 décembre 1978).
- 1902 : Meredith Willson, compositeur et librettiste américain († 15 juin 1984).
- 1904 : François Marty, prélat français, cardinal-archevêque de Paris de 1968 à 1981 († 16 février 1994).
- 1905 : Francesco Carpino, prélat italien († 5 octobre 1993).
- 1911 : Big Joe Turner (Joseph Vernon Turner dit), chanteur de blues, de jazz et de rhythm and blues américain († 24 novembre 1985).
- 1912 :
  - Richard Brooks, réalisateur américain († 11 mars 1992).
  - Perry Como, chanteur américain († 12 mai 2001).
- 1913 : Charles Trenet, chanteur français († 19 février 2001).
- 1914 : 
  - Pierre Balmain, couturier français († 29 juin 1982).
  - Marcel Bernard, joueur de tennis français († 29 avril 1994).
- 1918 : Massimo Girotti, acteur italien († 5 janvier 2003).
- 1919 : Margot Fonteyn, danseuse de ballet britannique († 21 février 1991).
- 1920 : Jean-Paul II (Karol Józef Wojtyła dit), homme d’Église polonais, pape de 1978 à 2005 († 2 avril 2005).
- 1922 : Kai Winding, tromboniste de jazz et compositeur américain d’origine danoise († 6 mai 1983).
- 1923 : Jean-Louis Roux, acteur québécois († 28 novembre 2013).
- 1924 :
  - Samson François, pianiste français († 22 octobre 1970).
  - Lucien Neuwirth, homme politique français († 26 novembre 2013).
- 1926 : 
  - Jean-Marie Rivière, acteur, metteur en scène, directeur de music-hall et écrivain français († 23 avril 1996).
  - Georges Gandil, céiste français, double médaillé olympique († 24 octobre 1999).
- 1927 : François Nourissier, écrivain français juré de l'Académie Goncourt († 15 février 2011).
- 1928 :
  - Michelle Perrot née Roux, historienne, professeure émérite à Paris-Diderot et militante féministe française.
  - Pernell Roberts, acteur américain († 24 janvier 2010).
  - Jo Schlesser, pilote automobile français († 7 juillet 1968).
- 1930 : 
  - Don L. Lind, astronaute américain († 30 août 2022).
  - Coby Timp, actrice néerlandaise.
- 1931 : 
  - Donald « Don » Martin, dessinateur de bande dessinée américain († 6 janvier 2000).
  - Clément Vincent, homme politique canadien († 4 avril 2018).
- 1932 : Dean Tavoularis, chef décorateur américain.
- 1933 : Bernadette Chirac, femme politique française, épouse puis veuve de Jacques Chirac.
- 1934 : 
  - Marcel Herriot, prélat français († 14 septembre 2017).
  - Dwayne Hickman, acteur américain († 9 janvier 2022).
- 1935 : Popeck (Judka Herpstu dit), humoriste et acteur français.
- 1936 : Claude Viallat, peintre contemporain français languedocien.
- 1937 :
  - Brooks Robinson, joueur de baseball américain.
  - Jacques Santer, homme politique luxembourgeois et européen, président de la Commission européenne entre 1995 et 1999.
- 1939 :
  - Giovanni Falcone, magistrat italien assassiné par des maf(f)ieux († 23 mai 1992).
  - Peter Grünberg, physicien allemand, prix Nobel de physique en 2007 († 7 avril 2018).
  - Gordon O'Connor, homme politique canadien.
- 1940 : Alain Le Yaouanc, peintre français d'origines normande et bretonne.
- 1944 :
  - Marcel Bozonnet, acteur français.
  - Richard Grégoire, compositeur québécois.
  - Albert Hammond, chanteur et compositeur britannique.
- 1945 :
  - Alain Blondy, historien français.
  - Jérôme Clément, personnalité française et européenne du monde de la culture, ancien président de la chaîne culturelle germano-française de télévision ARTE.
- 1946 : Reggie Jackson, joueur de baseball américain.
- 1947 : Bruno Devoldère, acteur français et doublure vocale († 15 février 2008).
- 1948 : Jean Daubigny, haut fonctionnaire français, ancien préfet de Paris et de la région Île-de-France.
- 1949 :
  - Hubert Saint-Macary, acteur français.
  - Chris Seydou, couturier malien († 4 mars 1994).
  - Rick Wakeman, musicien britannique du groupe Yes.
  - Bill Wallace (en), bassiste canadien du groupe The Guess Who.
- 1950 : Rod Milburn, athlète américain, champion olympique sur 110 m haies († 11 novembre 1997).
- 1951 : 
  - Jim Sundberg (en), joueur de baseball américain.
  - Angela Voigt, athlète est-allemande, championne olympique du saut en longueur († 11 avril 2013).
- 1952 :
  - George Strait, chanteur américain de musique country.
  - Leo Zulueta, artiste tatoueur américain.
- 1954 : Eric Gerets, joueur puis entraîneur belge de football.
- 1955 : Chow Yun-fat, acteur hongkongais.
- 1956 : 
  - Catherine Corsini, cinéaste française.
  - Lothar Thoms, coureur cycliste sur piste est-allemand, champion olympique († 5 novembre 2017).
- 1957 : Lionel Shriver, écrivaine et journaliste américaine.
- 1960 :
  - Brent Ashton, joueur de hockey sur glace professionnel canadien.
  - Jari Kurri, joueur de hockey sur glace finlandais.
  - Yannick Noah, joueur et entraîneur de tennis et chanteur danseur français.
- 1962 : Sandra Cretu, chanteuse allemande.
- 1963 : Sylvain Trudel, écrivain québécois.
- 1966 : Teresa Villaverde, cinéaste portugaise.
- 1967 : Heinz-Harald Frentzen, pilote automobile allemand.
- 1968 : 
  - Benoît Ramognino (en), entrepreneur français.
  - Thomas Sykora, skieur alpin autrichien.
- 1969 :
  - Martika (Marta Marrero dite), chanteuse, compositrice et actrice américaine.
  - Helena Noguerra, chanteuse, comédienne, animatrice et romancière belge.
- 1970 : 
  - Tina Fey, actrice américaine.
  - Takeaki Tsuchiya, cavalier japonais de concours complet.
- 1972 :
  - Frédérick De Grandpré, acteur québécois.
  - Turner Stevenson, joueur de hockey sur glace canadien.
- 1973 : Nessym Guetat, comédien italien.
- 1975 : Jack Johnson, auteur-compositeur, chanteur et musicien américain.
- 1976 : 
  - Vanessa Guedj, actrice et chanteuse française.
  - Pepijn Gunneweg, acteur, doubleur et présentateur néerlandais.
- 1978 :
  - Ricardo Carvalho, footballeur portugais.
  - Chad Donella, acteur canadien.
  - Helton, footballeur brésilien.
- 1979 : Michal Martikán, céiste slovaque, double champion olympique de slalom.
- 1980 :
  - Michaël Llodra, joueur de tennis français.
  - Manny Malhotra, hockeyeur sur glace canadien.
- 1981 :
  - Mahamadou Diarra, footballeur malien.
  - Fabien Rofes, joueur de rugby franco-espagnol.
- 1984 :
  - Ivet Lalova-Collio, athlète de sprint bulgare.
  - Simon Pagenaud, pilote de courses automobile français.
  - Niki Terpstra, cycliste sur route néerlandais.
- 1985 :
  - Vincent Jay, biathlète français.
  - Olivér Sin, peintre hongrois.
- 1986 :
  - Kevin Anderson, joueur de tennis sud-africain.
  - Sabrina Delannoy, footballeuse française.
  - Sofie Hendrickx, basketteuse belge.
- 1987 : Luisana Lopilato, actrice et chanteuse argentine du groupe Erreway.
- 1988 :
  - Paul Baysse, footballeur français.
  - Ryan Cooley, acteur américain.
  - Kaspars Daugaviņš, joueur de hockey sur glace letton.
  - Kévin Réza, cycliste sur route français.
  - Kōji Seto, acteur et chanteur japonais.
  - Ksenija Sidorova, accordéoniste lettonne.
  - Taeyang, chanteur sud-coréen du groupe BigBang.
- 1989 : Eugénie Le Sommer, footballeuse française.
- 1990 :
  - Heo Ga-yoon, chanteuse sud-coréenne du groupe 4Minute.
  - Yuya Osako, footballeur japonais.
- 1994 :
  - Clint Capela, basketteur suisse.
  - Paul Nardi, footballeur français.

## Décès

### VIesiècle
- 526 (voire 20 mai) : Jean Ier, 53e pape catholique de 523 à sa mort, premier pape à s'être rendu à Constantinople durant son pontificat, martyr célébré ci-après (°C. 470).

### XVesiècle
- 1450 : Sejong le Grand, roi de Corée (° 7 mai 1397).

### XVIesiècle
- 1521 : Guillaume de Croÿ, favori de Charles Quint (° 1458).
- 1550 : Jean III de Lorraine, prélat français (° 9 avril 1498).
- 1551 : Domenico Beccafumi, peintre italien (° 1486).
- 1559 : Tommaso Barnabei, peintre italien (° vers 1500).
- 1584 : Ikeda Motosuke, commandant samouraï, fils de Ikeda Tsuneoki et frère de Ikeda Terumasa (° 1559).

### XVIIesiècle
- 1626 : Ernest d'Oettingen-Wallerstein, comte d'Oettingen-Baldern (° 24 octobre 1584).
- 1675 : Jacques Marquette, explorateur et missionnaire français (° 10 juin 1637).

### XVIIIesiècle
- 1780 : François-Marie Coger, homme d'Église et homme de lettres français (° 1723).
- 1799 : Pierre-Augustin Caron de Beaumarchais, écrivain et inventeur français (° 24 janvier 1732).

### XIXesiècle
- 1800 : Alexandre Souvorov, généralissime russe.
- 1818 : Maddalena Laura Sirmen, compositrice et violoniste italienne (° 9 décembre 1745).
- 1835 : Jean Hugues Gambin, général français de la Révolution et de l’Empire (° 15 mai 1764).
- 1839 : Caroline Bonaparte, sœur de Napoléon Ier et épouse de Joachim Murat (° 25 mars 1782).
- 1880 : Louis-Édouard Pie, prélat français (° 26 septembre 1815).

### XXesiècle
- 1908 : Louis-Napoléon Casault, homme politique québécois (° 10 juillet 1823).
- 1909 :
  - Isaac Albéniz, pianiste virtuose et compositeur espagnol (° 29 mai 1860).
  - George Meredith, poète et romancier britannique (° 12 février 1828).
- 1910 : Pauline Viardot, artiste lyrique française (° 18 juillet 1821).
- 1911 : Gustav Mahler, compositeur autrichien (° 7 juillet 1860).
- 1922 : Alphonse Laveran, parasitologue français (° 18 juin 1845).
- 1941 : Werner Sombat, économiste et sociologue allemand.
- 1957 : Maria Stromberger, infirmière résistante autrichienne au sein du camp de concentration d'Auschwitz (° 16 mars 1898).
- 1959 : Apsley Cherry-Garrard, explorateur polaire britannique (° 2 janvier 1886).
- 1965 : Eli Cohen, espion israélien.
- 1967 : Andy Clyde, acteur écossais (° 25 mars 1892).
- 1969 : Ludwig Berger, cinéaste allemand (° 6 janvier 1892).
- 1971 : Donald Kirke, acteur américain (° 17 mai 1901).
- 1973 : Dieudonné Costes, aviateur français (° 4 novembre 1892).
- 1975 : Leroy Anderson, chef d'orchestre, arrangeur et compositeur américain (° 29 juin 1908).
- 1980 :
  - Ian Curtis, chanteur britannique du groupe Joy Division (° 15 juillet 1956).
  - David Johnston, volcanologue américain (° 18 décembre 1949).
- 1981 :
  - Arthur O'Connell, acteur américain (° 29 mars 1908).
  - William Saroyan, écrivain arméno-américain.
- 1985 : Penn Nouth, homme politique cambodgien (° 15 avril 1906).
- 1990 :
  - Jill Ireland, actrice britannique (° 24 avril 1936).
  - Joseph-Marie Trinh van-Can, prélat vietnamien (° 19 mars 1921).
- 1992 : Marshall Thompson, acteur américain (° 27 novembre 1925).
- 1995 :
  - Alexander Godunov, danseur de ballet russe (° 28 novembre 1949).
  - Henri Laborit, scientifique, philosophe et écrivain français (° 21 novembre 1914).
  - Elizabeth Montgomery, actrice américaine (° 15 avril 1933).
  - Jacques Morin, ancien résistant et officier d'active de l'armée française, "père fondateur" des unités parachutistes de la Légion étrangère (° 7 novembre 1924).
  - Sabine Sinjen, actrice allemande (° 18 août 1942).
- 1997 : François Binoche, militaire et résistant français (° 23 mars 1911).
- 1999 : Roger Brien, écrivain québécois (° 21 novembre 1910).

### XXIesiècle
- 2001 : Diane Barrière-Desseigne, femme d'affaires française (° 9 janvier 1957).
- 2002 : 
  - Davey Boy Smith, catcheur et acteur américain (° 28 novembre 1962).
  - Song Hye-rim, actrice nord-coréenne (° 24 janvier 1937).
- 2004 :
  - Arnold Orville Beckman, chimiste américain (° 10 avril 1900).
  - Elvin Jones, musicien américain (° 9 septembre 1927).
  - Hyacinthe Thiandoum, prélat sénégalais, cardinal-archevêque du Dakar (° 2 février 1921).
  - Serge Turgeon, homme de théâtre canadien (° 12 mars 1946).
- 2006 : Jean-Louis Broust, acteur français (° 12 décembre 1942 ou -46).
- 2007 : 
  - Pierre-Gilles de Gennes, physicien français, prix Nobel de physique en 1991 (° 24 octobre 1932).
  - Mika Špiljak, homme politique yougoslave (° 28 novembre 1916).
- 2008 :
  - Pietro Cascella, sculpteur et peintre italien (° 2 février 1921).
  - Joseph Pevney, réalisateur, acteur, scénariste et producteur américain (° 15 septembre 1911).
- 2009 :
  - Wayne Allwine, acteur américain (° 7 février 1947).
- 2010 : Edoardo Sanguineti, poète et écrivain italien (° 9 décembre 1930).
- 2012 : 
  - Dietrich Fischer-Dieskau, baryton, chef d'orchestre et musicologue allemand (° 28 mai 1925).
- 2013 :
  - Alekseï Balabanov, réalisateur et scénariste russe (° 25 février 1959).
  - Jo Benkow, écrivain et homme politique norvégien (° 15 août 1924).
  - Nam Duk-woo, homme politique sud-coréen, Premier ministre de la Corée du Sud de 1980 à 1982 (° 22 avril 1924).
  - Steve Forrest, acteur américain (° 29 septembre 1925).
  - Penne Hackforth-Jones, actrice australienne (° 5 août 1949).
  - Ernst Klee, auteur et journaliste allemand (° 15 mars 1942).
  - Arthur Malet, acteur britannique (° 24 septembre 1927).
- 2014 :
  - Wubbo Ockels, spationaute néerlandais (° 28 mars 1946).
  - Jerry Vale, acteur et chanteur italo-américain (° 8 juillet 1930).
  - Gordon Willis, directeur de la photographie américain (° 28 mai 1931).
- 2015 : Halldór Ásgrímsson, homme politique islandais, Premier ministre d'Islande de 2004 à 2006 (° 8 septembre 1947).
- 2016 :
  - Fritz Stern, historien germano-américain (° 2 février 1926).
- 2017 :
  - Chris Cornell, chanteur et musicien de rock américain (° 20 juillet 1964).
  - Roger Ailes, consultant média américain.
  - Jacque Fresco, futuriste et centenaire américain.
- 2020 : Ken Osmond, acteur américain (° 7 juin 1943).
- 2021 : 
  - Franco Battiato, auteur-compositeur-interprète et musicien italien (° 23 mars 1945).
  - Charles Grodin, acteur, scénariste, producteur et écrivain américain (° 21 avril 1935).
- 2024 : 
  - Jean-Philippe Allard, producteur de musique français (° 8 avril 1957).
  - Yvon Bourrel, compositeur français (° 3 décembre 1932).
  - Peter Buxtun, épidémiologiste américain (° 29 septembre 1937).
  - Palle Danielsson, contrebassiste de jazz suédois (° 15 octobre 1946).
  - Yael Dayan, écrivaine et femme politique israélienne (° 12 février 1939).
  - Frank Ifield, chanteur et guitariste de musique country britannico-australien (° 30 novembre 1937).
  - John Koerner, guitariste, chanteur et auteur-compositeur américain (° 31 août 1938).
  - Ivan Mráz, footballeur puis entraîneur tchécoslovaque et ensuite slovaque (° 24 mai 1941).
  - Tony O'Reilly, joueur de rugby à XV irlandais (° 7 mai 1936).
  - Georges Perpes, comédien, musicien, auteur et metteur en scène français (° 4 juillet 1953).
  - Alberto Piazza, généticien italien (° 18 octobre 1941).
  - Claude Pujade-Renaud, écrivaine française (° 25 février 1932).

## Célébrations

### Internationales

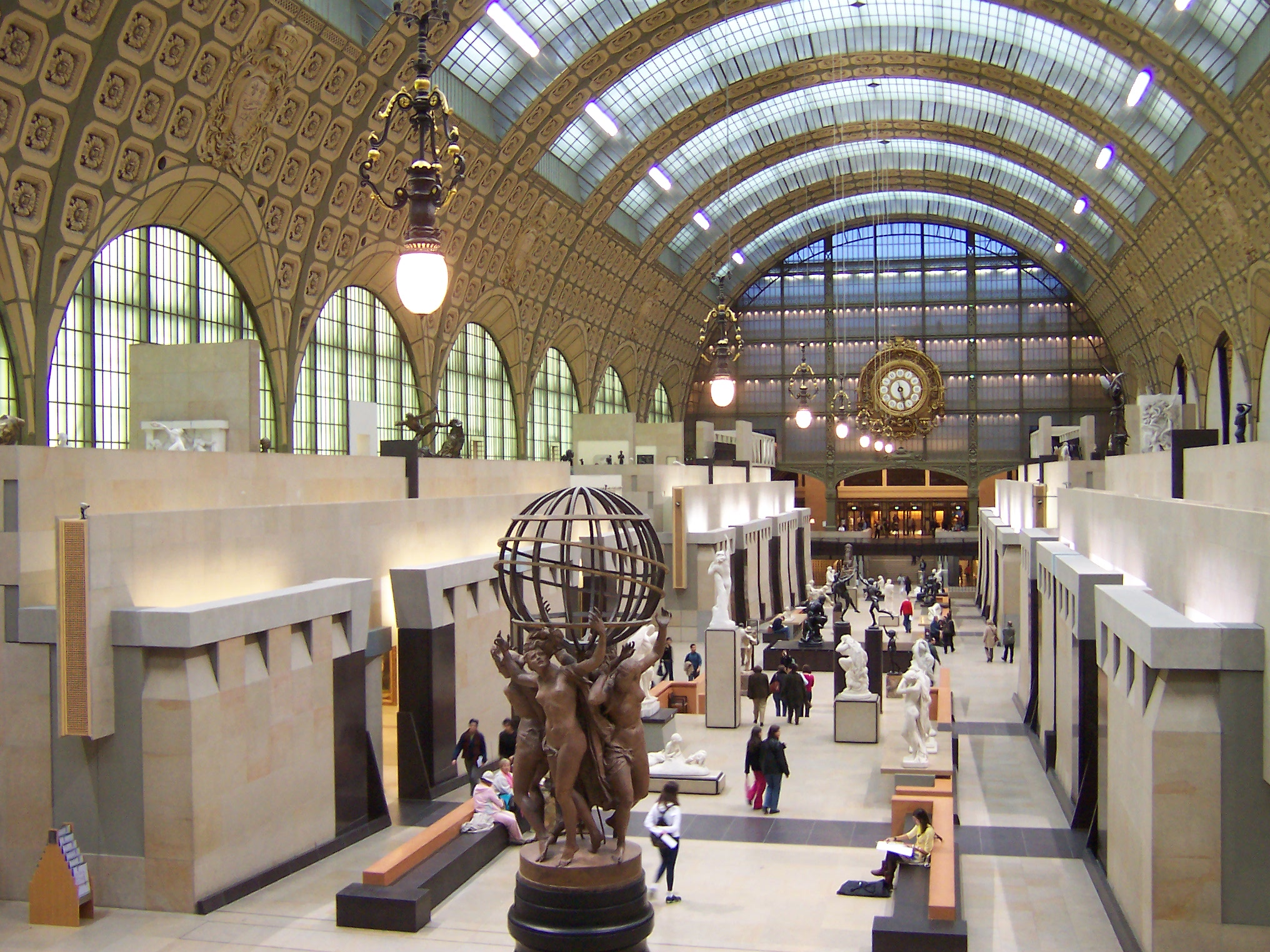
Vue intérieure du musée d'Orsay à Paris en France

- « Journée internationale des musées »[8].
- « Journée mondiale du (futur) vaccin contre le S.ID.A. » (World AIDS Vaccine Day)[9].

### Nationales
- Haïti : « jour du drapeau »[10].
- Somalie (Union africaine) : « fête de l'indépendance » / independance day[11].
- Turkménistan : « fête de la renaissance, de l'unité et de la poésie de Magtymguly Pyragy »[12].

### Religieuses
- Fêtes religieuses romaines : « fête du dieu Faunus » l'équivalent du Pan des anciens Grecs.

### Saints des Églises chrétiennes

#### Saints catholiques et orthodoxes du jour
Référencés ci-après in fine, :
- David de Tbilissi et Tatchan de Géorgie († 693), frères martyrs.
- Dioscore d'Alexandrie († 303), martyr.
- Etienne de Constantinople († 893), patriarche.
- Felix de Salone († 299), martyr.
- Jean Ier († 526), pape de Rome.
- Potamion († vers 340), « Potamion d'Héraclée », évêque en Haute Égypte.
- Quinibert (IXe siècle), ermite.
- Stanislas Kubski et Martin Oprzadek († 1942), bienheureux prêtre polonais martyrs.
- Théodote († 303), « Théodote le Cabaretier », martyr à Ancyre avec Alexandra (d'Ancyre), Phaïne, Juliette.
- Venance (en) († 250), « Venance de Camérino », martyr près d'Ancône.

#### Saints et bienheureux catholiques du jour
référencés ci-après :
- Blandine Merten († 1918), bienheureuse religieuse allemande.
- Burchard de Beinwil (XIIe siècle), bienheureux prêtre suisse.
- Éric IX de Suède († 1160), roi de Suède.
- Félix de Cantalice († 1587), frère mineur capucin italien.
- Guadalupe Ortiz de Landázuri († 1975), bienheureuse laïque espagnole.
- Guillaume de Naurose († 1369), bienheureux prêtre français.

#### Saints orthodoxes
aux dates parfois "juliennes" / orientales :

### Prénoms du jour
Bonne fête (souhaitable dès la veille au soir) aux Éric et ses variantes masculines : Eric, Érich, Erich, Erig, Érick, Erick, Érico, Erico, Érik, Erik, Rick, Ricky, Rico, Enrique et Enrico (voir Henri, ses propres variantes, les 13 juillet) ; et leurs formes féminines : Erica, Érica, Ericka, Éricka, Érika, Erika, Enriqua, Enrica, Riquita (voir les Henriette et ses propres variantes).
Et aussi aux :
- Amir, sa variante Amire et leur forme féminine Amira.
- Aux Cora et sa variante Coralie (avec les autres formes : Coralia, Coralina, Coraline, Corallina, Coraly et Coralyne) ; ainsi que Corinne et ses variantes : Corina, Corine, Corinna et Hana (voir Corentin, Conrad, Konrad les 12 décembre).

## Traditions et superstitions
8e voire 7e jour possible des quatre-Temps d'été, en cas de semaine de la Pentecôte simultanée.

### Dictons
- « À la sainte-Coralie, tous les lilas sont fleuris. »
- « À la sainte-Corinne, aucune raison de faire triste mine. »[15],[16]
- « À saint-Félix, tous les lilas sont fleuris. »[17] [pas celle des 12 février]
- « Bon fermier, à sainte-Juliette, doit vendre ses poulettes. »[18],[19]
- « Soleil à la saint-Éric, promet du vin plein les barriques. »[20]

### Astrologie
Signe du zodiaque : 28e jour du signe astrologique du Taureau.

## Toponymie
Les noms de plusieurs voies, places, sites ou édifices de pays ou provinces francophones contiennent cette date sous différentes graphies : voir Dix-Huit-Mai .